# Anchiale modesta
Anchiale modesta är en insektsart som beskrevs av Ludwig Redtenbacher 1908. Anchiale modesta ingår i släktet Anchiale och familjen Phasmatidae. Inga underarter finns listade i Catalogue of Life.